# Hypocalyptus sophoroides
Hypocalyptus sophoroides är en ärtväxtart som först beskrevs av Peter Jonas Bergius, och fick sitt nu gällande namn av Henri Ernest Baillon. Hypocalyptus sophoroides ingår i släktet Hypocalyptus och familjen ärtväxter. Inga underarter finns listade i Catalogue of Life.